# Verwaltungsgliederung der Republik Karelien

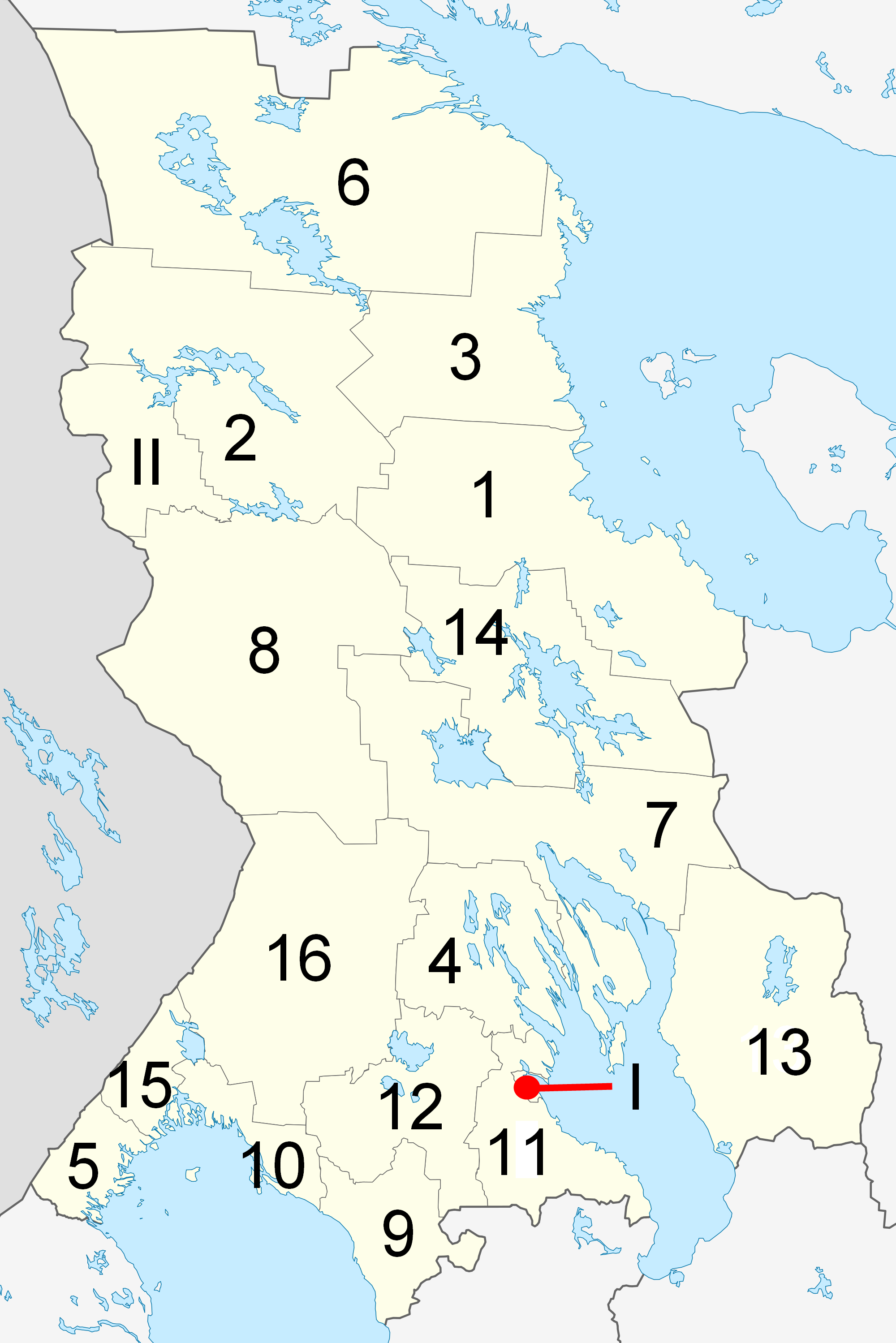
Verwaltungsgliederung der Republik Karelien

Die Republik Karelien im Föderationskreis Nordwestrussland der Russischen Föderation gliedert sich in 16 Rajons und 2 Stadtkreise. Den Rajons sind insgesamt 22 Stadt- und 86 Landgemeinden unterstellt (Stand: 2010).
Die folgenden Tabellen zeigen eine Übersicht über die Stadtkreise und Rajons der Republik Karelien.

## Stadtkreise
| [ 1 ] | Stadtkreis   | Einwohner | Fläche (km²) | Bevölkerungs- dichte (Ew./km²) |
| ----- | ------------ | --------- | ------------ | ------------------------------ |
| I     | Petrosawodsk | 270.601   | 113          | 2394,7                         |
| II    | Kostomukscha | 30.241    | 15           | 2016,1                         |

## Rajons
| [ 1 ] | Rajon           | Einwohner | Fläche (km²) | Bevölkerungs- dichte (Ew./km²) | Stadt- bevölkerung | Land- bevölkerung | Verwaltungssitz | Weitere Ortschaften   | Anzahl Stadt- gemeinden | Anzahl Land- gemeinden |
| ----- | --------------- | --------- | ------------ | ------------------------------ | ------------------ | ----------------- | --------------- | --------------------- | ----------------------- | ---------------------- |
| 1     | Belomorsk       | 21.065    | 12.930       | 1,6                            | 11.563             | 9.502             | Belomorsk       |                       | 1                       | 4                      |
| 2     | Kalewala        | 9.470     | 13.030       | 0,7                            | 5.274              | 4.196             | Kalewala        |                       | 1                       | 3                      |
| 3     | Kem             | 18.604    | 7.950        | 2,3                            | 13.118             | 5.486             | Kem             |                       | 1                       | 3                      |
| 4     | Kondopoga       | 41.827    | 5.940        | 7,0                            | 33.309             | 8.518             | Kondopoga       |                       | 1                       | 8                      |
| 5     | Lachdenpochja   | 15.273    | 2.180        | 7,0                            | 8.124              | 7.149             | Lachdenpochja   |                       | 1                       | 4                      |
| 6     | Louchi          | 16.746    | 22.710       | 0,7                            | 10.823             | 5.923             | Louchi          | Tschupa, Pjaoserski   | 3                       | 3                      |
| 7     | Medweschjegorsk | 34.172    | 13.730       | 2,5                            | 22.725             | 11.447            | Medweschjegorsk | Pinduschi, Powenez    | 3                       | 5                      |
| 8     | Mujeserski      | 14.613    | 18.180       | 0,8                            | 3.795              | 10.818            | Mujeserski      |                       | 1                       | 7                      |
| 9     | Olonez          | 24.962    | 3.920        | 6,4                            | 9.201              | 15.761            | Olonez          |                       | 1                       | 9                      |
| 10    | Pitkjaranta     | 21.931    | 2.270        | 9,7                            | 12.540             | 9.391             | Pitkjaranta     |                       | 1                       | 4                      |
| 11    | Prioneschsk     | 23.246    | 4.600        | 5,1                            | -                  | 23246             | Petrosawodsk    |                       | -                       | 13                     |
| 12    | Prjascha        | 16.882    | 6.430        | 2,6                            | 4.174              | 12.708            | Prjascha        |                       | 1                       | 6                      |
| 13    | Pudosch         | 24.614    | 12.660       | 1,9                            | 9.864              | 14.750            | Pudosch         |                       | 1                       | 7                      |
| 14    | Segescha        | 45.963    | 10.640       | 4,3                            | 42.209             | 3.754             | Segescha        | Nadwoizy              | 2                       | 4                      |
| 15    | Sortawala       | 32.885    | 2.190        | 15,0                           | 25.259             | 7.626             | Sortawala       | Wjartsilja, Cheljulja | 3                       | 2                      |
| 16    | Suojarwi        | 21.117    | 13.580       | 0,2                            | 10.776             | 10.341            | Suojarwi        |                       | 1                       | 4                      |

Anmerkungen:
1. 1 2  Nummer des Rajons in der Karte
2. 1 2  Einwohnerzahlen vom 1. Januar 2010 (Berechnung)
3. ↑  Siedlungen städtischen Typs bzw. Stadtgemeinden